# La Walck
La Walck (in tedesco Walk) è un comune francese di 1 168 abitanti situato nel dipartimento del Basso Reno nella regione del Grand Est.

## Società

### Evoluzione demografica
Abitanti censiti